# Bušeča vas
Bušeča vas je naselje v Občini Brežice.

## Prebivalstvo
Etnična sestava 1991:
- Slovenci: 169 (97,7 %)
- Hrvati: 2 (1,2 %)
- Neznano: 2 (1,2 %)

## Termalni izviri
V bližini vasi ob Krki se nahaja več termalnih izvirov. Pripadajo istemu izvirnemu sistemu ob tektonski prelomnici. Temperatura vode je od 26º do 28 °C. Najbolj znane so Bušečke ali Klunove toplice, kjer so našli bogato termofilno živalstvo. Bušečke toplice so najtoplejši izvir, v katerem so v Sloveniji najdene podzemeljske živali.